# The Way (canção de Fastball)
"The Way" é uma canção da banda texana Fastball, lançada em 1998. Foi bem-sucedida nas paradas e foi eleita como a 94ª melhor música dos anos 90 pelo VH1. Foi remixada pelo DJ italiano Gigi D'Agostino no seu álbum L'Amour Toujours.
A canção fala de um casal que decide "chutar o balde", arrumar suas coisas e dirigir na estrada. No caminho, o carro deles quebra e eles continuam a pé.
O baixista, vocalista e tecladista da banda, Tony Scalzo, criou a música após ler sobre o caso de um casal (Raymond e Lela Howard) de  Salado, Texas, que deixou sua casa em junho de 1997 para participar do festival Pioneer Day na cidade de Temple, próxima de Salado. Eles nunca chegaram ao festival.. Foram descobertos duas semanas depois, mortos, no fundo de uma ravina próxima a Hot Springs, centenas de quilômetros fora de sua rota.
O começo da canção mostra uma série de estações de rádio sendo trocadas, e em cada uma delas tocam-se músicas como: "Foolish Games" de Jewel, "You Got It" de Roy Orbison e "Vogue", da Madonna.

## Faixas
- US CD Single:

1. "The Way"
2. "Are You Ready for the Fallout?"
3. "Freeloader Freddy"

- US Promo CD:

1. "The Way (Radio Edit)"
2. "The Way (Album Version)"

## Desempenho nas Paradas Musicais e Certificações
| Parada (1998)                        | Melhor posição |
| ------------------------------------ | -------------- |
| UK Singles Chart                     | 21             |
| Billboard Hot 100 Airplay            | 5              |
| Billboard Hot Adult Top 40 Tracks    | 2              |
| Billboard Hot Mainstream Rock Tracks | 25             |
| Billboard Alternative Songs          | 1              |
| Billboard Top 40 Mainstream          | 4              |
| Billboard Top 40 Tracks              | 31             |

| Ano  | Certificação          |
| ---- | --------------------- |
| 1998 | - ARIA: ouro 35.000 + |

## Prêmios e Indicações
- Eleita a 94ª melhor música dos anos 90 pelo VH1.[1]

| Ano  | Prêmio        | Indicação                                          | Resultado | Ref.  |
| ---- | ------------- | -------------------------------------------------- | --------- | ----- |
| 1999 | Grammy Awards | Best Rock Performance by a Duo or Group with Vocal | Indicado  | [ 5 ] |

## Versões
A banda brasileira LS Jack gravou uma versão em português da música. A versão batizada como Decisão Final é a última faixa do álbum V.I.B.E.. O álbum acabou sendo o mais vendido da banda no Brasil pois contava com o sucesso Carla, hit do ano em 2001.